# Katrin Garfoot
Katrin Garfoot (Eggenfelden, 8 ottobre 1981) è un'ex ciclista su strada australiana, vincitrice di una medaglia d'argento in linea e due medaglie di bronzo a cronometro ai campionati del mondo e di un oro a cronometro ai Giochi del Commonwealth.

## Biografia
Nata e cresciuta in Baviera, nel 2006 si laurea in scienze dello sport all'Università tecnica di Monaco; nel 2008 ottiene quindi il bachelor's degree in biologia umana all'Unitec di Auckland, in Nuova Zelanda. Dopo la seconda laurea si trasferisce in Australia per vivere con il futuro marito Chris Garfoot, conosciuto due anni prima durante una vacanza di kitesurfing sulla Gold Coast.
Nel 2011 ottiene un diploma post laurea in educazione secondaria alla Griffith University di Brisbane, lavorando quindi per circa due anni come insegnante di high school prima di lasciare per dedicarsi al ciclismo a tempo pieno. Nell'ottobre 2013 ottiene la cittadinanza australiana.

## Carriera
Dopo aver praticato diversi sport in gioventù, tra cui atletica leggera ed eptathlon, si avvicina al ciclismo a partire dal 2008 su consiglio del futuro marito Chris, appassionato di mountain bike. Tre anni dopo, all'età di ventinove anni, fa il suo esordio nelle competizioni ciclistiche correndo un criterium a Murarrie, vicino a Brisbane, e nei mesi seguenti comincia a dedicare sempre più tempo all'agonismo ciclistico. Nel 2013 riesce ad aggiudicarsi la prova in linea dei campionati oceaniani su strada, facendo sue inoltre numerose prove del calendario nazionale (le National Road Series) oltre alla classifica finale della manifestazione. Questi risultati le valgono l'accesso al camp della Federciclismo australiana, nel quale si guadagna la convocazione nella squadra nazionale invitata a partecipare a gare UCI fuori dal continente per la stagione seguente.
Nel 2014, dopo alcuni piazzamenti in patria tra campionati nazionali e continentali, partecipa così a diverse gare tra Europa e Asia—incluse alcune prove di Coppa del mondo—arrivando a piazzarsi seconda alla Gracia-Orlová e quarta, nonché miglior scalatrice, al Tour of Zhoushan Island. Già a metà giugno viene così messa sotto contratto dal team UCI Orica-AIS, esordendo nel professionismo in occasione del Giro del Trentino. In luglio, dopo aver esordito al Giro d'Italia in maglia Orica, vince la medaglia di bronzo a cronometro ai Giochi del Commonwealth a Glasgow; conclude la stagione rappresentando per la prima volta l'Australia ai campionati del mondo di Ponferrada, sia nella prova a cronometro sia in quella in linea. Nel 2015 conquista il suo primo titolo oceaniano a cronometro, imponendosi come una delle migliori specialiste a livello nazionale, e quindi la prima vittoria in una gara del calendario UCI (una tappa al Tour of New Zealand). Nel prosieguo di stagione è in evidenza con alcuni piazzamenti al Festival Luxembourgeois Elsy Jacobs e all'Emakumeen Euskal Bira, nonché con il quarto posto a cronometro ai campionati del mondo di Richmond, staccata di soli 9" dalla medaglia d'oro Linda Villumsen.
Nei primi mesi del 2016 vince il suo primo titolo nazionale a cronometro; si aggiudica poi una tappa e la graduatoria finale del Santos Women's Tour, una frazione al Tour of Qatar e il secondo titolo oceaniano a cronometro. In agosto a Rio de Janeiro partecipa per la prima volta ai Giochi olimpici, ritirandosi nella prova in linea e chiudendo nona in quella a cronometro. Chiude la stagione con la prima vittoria europea, nella Chrono Champenois, e con la medaglia di bronzo nella prova contro il tempo ai campionati del mondo di Doha. Nel 2017 mette a segno la doppietta ai campionati nazionali, vincendo sia la gara a cronometro sia quella in linea. La primavera delle classiche la vede concludere settima alla Strade Bianche e nona alla Freccia Vallone; torna al successo in maggio in una tappa dell'Emakumeen Bira, corsa che conclude al terzo posto assoluto. Dopo aver chiuso quarta al Tour of Norway, ai campionati del mondo di Bergen, in settembre, è ancora in evidenza: si aggiudica infatti prima la medaglia di bronzo a cronometro, e quattro giorni dopo anche la medaglia d'argento in linea, prevalendo nella volata per il secondo posto a 28" dalla vincitrice Chantal Blaak.
Nel gennaio 2018 si ripete con il terzo titolo nazionale a cronometro consecutivo; vince poi una tappa e la classifica a punti al Santos Women's Tour, concludendo al terzo posto nella classifica generale della corsa. Il 10 aprile conquista la medaglia d'oro a cronometro ai Giochi del Commonwealth di Gold Coast, davanti alla neozelandese Linda Villumsen e all'inglese Hayley Simmonds. Pochi mesi dopo annuncia l'addio definitivo alle corse.

## Palmarès
- 2012 (una vittoria)

3ª tappa Canberra Tour
- 2013 (dodici vittorie)

Campionati oceaniani, Prova in linea
Classifica generale Mersey Valley Tour
2ª tappa North Western Tour
1ª tappa Tour of the King Valley
Classifica generale Tour of the King Valley
2ª tappa Tour of the Murray River
4ª tappa Tour of the Murray River
5ª tappa Tour of the Murray River
Classifica generale Tour of the Murray River
1ª tappa National Capital Tour
1ª tappa Tour of the Goldfields
4ª tappa Tour of the Goldfields
- 2014 (Orica-AIS, una vittoria)

2ª tappa Santos Women's Cup
- 2015 (Orica-AIS, due vittorie)

Campionati oceaniani, Prova a cronometro
3ª tappa Tour of New Zealand (Carrington > Carrington)
- 2016 (Orica-AIS, sei vittorie)

Campionati australiani, Prova a cronometro
1ª tappa Santos Tour (Mount Torrens > Mount Torrens)
Classifica generale Santos Tour
1ª tappa Tour of Qatar (Sheikh Faisal Museum > Al Khor Corniche)
Campionati oceaniani, Prova a cronometro
Chrono Champenois (cronometro)
- 2017 (Orica-Scott, tre vittorie)

Campionati australiani, Prova a cronometro
Campionati australiani, Prova in linea
3ª tappa Emakumeen Bira (Antzuola > Antzuola)
- 2018 (Nazionale australiana, tre vittorie)

Campionati australiani, Prova a cronometro
1ª tappa Santos Tour (Lyndoch > Mengler's Hill)
Giochi del Commonwealth, Prova a cronometro

### Altri successi
- 2014 (Orica-AIS)

Classifica scalatrici Tour of Zhoushan Island
- 2018 (Nazionale australiana)

Classifica a punti Santos Tour

## Piazzamenti

### Grandi Giri
- Giro d'Italia

2014: 28ª
2015: 39ª
2017: non partita (5ª tappa)

### Competizioni mondiali
- Campionati del mondo su strada

Ponferrada 2014 - Cronometro Elite: 11ª
Ponferrada 2014 - In linea Elite: 48ª
Richmond 2015 - Cronosquadre: 7ª
Richmond 2015 - Cronometro Elite: 4ª
Richmond 2015 - In linea Elite: 29ª
Doha 2016 - Cronometro Elite: 3ª
Doha 2016 - In linea Elite: 51ª
Bergen 2017 - Cronometro Elite: 3ª
Bergen 2017 - In linea Elite: 2ª
- Coppa del mondo su strada/World Tour

Coppa del mondo 2014: 75ª
Coppa del mondo 2015: 59ª
World Tour 2016: 55ª
World Tour 2017: 35ª
- Giochi olimpici

Rio de Janeiro 2016 - In linea: ritirata
Rio de Janeiro 2016 - Cronometro: 9ª

## Riconoscimenti
- Ciclista australiana su strada dell'anno: 2015[5]